# Bluetooth stack
Bluetooth stack je sada ovladačů a rozhraní, které poskytují počítačovým aplikacím přístup k Bluetooth protokolům bezdrátové technologie Bluetooth.
Obecně existují dva druhy bluetooth stacků:
1. Všeobecné implementace kladou důraz na bohatost funkcí a flexibilitu, často umožňují pomocí ovladačů přidávat podporu pro další Bluetooth profily.
2. Embedded, navržené pro použití v periferních zařízení s omezenými systémovými zdroji i požadavky na rozšiřitelnost.

## Všeobecné

### Windows

#### WIDCOMM
WIDCOMM je první rozhraní Bluetooth pro operační systémy Windows. Rozhraní bylo původně vytvořeno společností Widcomm Inc., kterou odkoupila společnost Broadcom Corporation v dubnu 2004.
Ovladač WIDCOMM funguje s čipy BT BROADCOM a Widcomm.

#### Microsoft Windows stack
Windows obsahují Bluetooth stack ve Windows XP Service Pack 2 a novějších, a podporují pouze Bluetooth zařízení připojená přes sběrnici USB. Stack ve Windows Vista obsahuje proti XP verzi podporu pro další profily a umožňuje třetím stranám přidávat podporu pro další pomocí ovladačů.

#### BLUESOLEIL
BLUESOLEIL je další softwarové rozhraní pro všechny operační systémy Windows včetně Vista x64 i Asus EEE PC/Linux. Ovladač BlueSoleil podporuje zpravidla ostatní BT s čipovými sadami (vyjma Broadcom): CSR http://www.csr.com a ISSC http://www.issc.com.tw a ve své bezplatné (trial) verzi má limit datového přenosu 5 MB.

#### další
- EtherMind stack
- Toshiba stack

### Linux
Pro operační systém Linux je od verze jádra 2.4.6 k dispozici "oficiální" stack BlueZ, původně vyvíjený firmou Qualcomm.

## Embedded implementace
Bluetooth stacky pro embedded systémy zahrnují:
- BlueMagic, používaný v zařízeních jako je Apple iPhone a Motorola RAZR
- BlueCore Host Software (BCHS)
- lwBT (open source)
- Windows CE obsahují integrovanou podporu pro Bluetooth
- BlueLet
- ClarinoxBlue
- Symbian OS obsahuje Bluetooth stack